# Primicerius sacri cubiculi
Il primicerius sacri cubiculi (in latino «Capo della sacra camera da letto») era un alto funzionario della corte imperiale romana in epoca tardo antica. Era un eunuco alle dipendenze del praepositus sacri cubiculi ed era il capo di tutti i servitori dell'Imperatore nei suoi appartamenti e che lo accompagnavano (cubicularii), divisi in gruppi di dieci guidati da un decanus.